# Brudermühlstraße (métro de Munich)
Brudermühlstraße (en allemand : Bahnhof Brudermühlstraße) est une station de la ligne U3 du métro de Munich dans le secteur de Sendling.

## Situation sur le réseau

Plan du métro (2020).

## Histoire
La station est inaugurée le 28 octobre 1989. Elle se trouve en partie sous le tunnel routier du même nom et en partie sous l'intersection Thalkirchner Straße/Brudermühlstraße. La station fut construite avec le Brudermühltunnel sus-jacent du Mittleren Ring, c'est pourquoi elle est relativement profonde dans les eaux souterraines.

## Architecture
Les murs derrière la voie sont constitués de tuiles bleues, avec une illustration en tôle. Les colonnes sont recouvertes de tuiles blanches et ont des bandes de métal aux coins. Le plafond au-dessus de la plate-forme, constitué de panneaux de tôle blanche, a la forme d'un auvent. Le plafond au-dessus des rails est en béton peint en noir, ce qui rend la visibilité difficile. La plate-forme, conçue avec le motif de galets de l'Isar, a une mosaïque incurvée à peu près au milieu et est éclairée par deux bandes de lumière qui sont attachées au bord de la verrière.
La conception artistique à l'intérieur de la station est réalisée par l'artiste munichois Cosy Pièro. La planification est réalisée par le service du métro de Munich en collaboration avec les architectes munichois Brückner & Partner, qui sont également responsables des stations de métro Lehel et Forstenrieder Allee, qui ont ouvert à peu près à la même époque.
Dans le cadre du projet artistique de la ville sur le Mittleren Ring, qui visait à « définir le Mittleren Ring dans son intégralité » d'une part et à le mettre en valeur comme une « séquence de sections » d'autre part, le sculpteur Leo Kornbrust érige une stèle avec des inscriptions à la surface de la station de métro. La stèle noire se trouve sur Resi-Huber-Platz, à l'intersection de Brudermühlstrasse et Thalkirchner Strasse, et est inscrite avec des textes de l'épouse de Kornbrust, la poètesse Felicitas Frischmuth. Les puits de ventilation du métro sont dotés de couvertures en treillis frappantes conçues par l'architecte Paolo Nestler. Les deux projets sont financés dans le cadre du 1 % artistique grâce aux fonds provenant de la construction du métro.

## Services aux voyageurs

### Accès et accueil
Au milieu de la plate-forme, un ascenseur et des escalators mènent à un portique et à la Thalkirchner Straße. À l'extrémité sud, des escalators et un escalier fixe mènent à un autre portique où une meule à grains commémore l'emplacement d'un moulin. Depuis le plancher du portique au sud, on atteint la Brudermühlstraße.

### Desserte
Brudermühlstraße est desservie les rames de la ligne U3 du métro de Munich.

### Intermodalité
La station est en correspondance avec les lignes de bus X30, 54 et 153.